# Patrick Cothias
Patrick Cothias (* 31. Dezember 1948 in Paris) ist ein französischer Comicautor für Comics verschiedener Genres.
Ab 1975 textete Cothias die Serie Sandberg Père et Fils für den spanischen Zeichner Alfonso Font, die in dem Magazin Pif Gadget abgedruckt wurde. Ab 1980 folgte Masquerouge (dt.: Der Rote Falke, Feest) für den Zeichner André Juillard. Es folgten die Serien Orn und das zweibändige Snork Saga. Ab 1981 erschien bei Glénat Les 7 Vies de l'Épervier (dt.: Die 7 Leben des Falken, Carlsen) wieder für den Zeichner Juillard. Seit dieser Zeit boomte seine Autorenschaft und er schuf die Szenarios für 36 Serien mit insgesamt über 160 Alben. Um 2000 wurde es etwas ruhiger um ihn und er wurde auch als Romanautor aktiv.
Seit 2006 ist Cothias für den Verlag Grand Angle tätig. Dort textete er zunächst den Dreiteiler Le sceau de l'Ange. Seit 2010 entstanden zusammen mit dem Co-Autor Patrice Ordas sodann eine Fülle weiterer Mini-Serien – wie etwa L'Ambulance 13 (dt. bei comicplus+ unter dem Titel Ambulanz 13; Zeichner: Alain Mounier) über einen Chirurg im Ersten Weltkrieg, Nous, Anastasia R. (Zeichnerin: Nathalie Berr) über Anastasia Nikolajewna Romanowa, La Rafale (Zeichner: Winoc) über den Indochinakrieg und S.O.S. Lusitania (Zeichner: Jack Manini) über verschiedene Passagiere der Lusitania.

## Serien (Auswahl)
In der folgenden Auswahl werden einige von Cothias' Serien aufgeführt, die auf Deutsch erschienen sind. Einige dieser Serien wurden auf Deutsch allerdings nicht zu Ende geführt – wie etwa Die heldenhaften Reiter (2 von 6 Bänden), Ich komme vom Mars (4 von 9 Bänden) und Die Zeit der Aufklärung (3 von 4 Bänden).
- Les 7 Vies de l'Épervier (dt.: Die 7 Leben des Falken, Carlsen 1984–1992)
- Cinjis Qan (dt.: Dschingis Khan, Kult Editionen 1997–1999)
- Les Sanguinaires (dt.: Die Franken, Arboris Verlag 1999–2000)
- Alise et les Argonautes (dt.: Das goldene Vlies, comicplus+ 1989)
- Les Héros cavaliers (dt.: Die heldenhaften Reiter, Feest 1987–1989)
- Le Lièvre de Mars (dt.: Ich komme vom Mars, comicplus+ 1996–1998)
- Les Eaux de Mortelune (dt.: Im Schatten des Neumonds, comicplus+ 1988–2000)
- Le Fou du Roy (dt.: Des Königs Narr, Kult Editionen 1995–2004)
- Le Chevalier, la Mort et le Diable (dt.: Ritter, Tod und Teufel, Kult Editionen 1999–2001)
- Masquerouge (dt.: Der Rote Falke, Feest 1986–1989, Finix Comics 2012)
- Au nom de tous les miens (dt.: Der Schrei nach Leben, comicplus+ 1988)
- Les Tentations de Navarre (dt.: Die Versuchungen des Heinrich von Navarra, Kult Editionen 1999–2000)
- Plume aux vents (dt.: Wie eine Feder im Wind, Kult Editionen 1996–2002)
- Le Vent des dieux (dt.: Der Wind der Götter, Splitter 1987–1998, Kult Editionen 2002–2003, Finix Comics 2009)
- La Marquise des Lumières (dt.: Die Zeit der Aufklärung, Feest 1989–1990)